# Presagi di tempesta
Presagi di tempesta (titolo originale: The Gathering Storm) è il dodicesimo libro del ciclo fantasy La Ruota del Tempo scritto dal romanziere statunitense Robert Jordan e completato da Brandon Sanderson. Il libro è formato da un prologo, 50 capitoli ed un epilogo.
Al momento della sua uscita, il libro, come la maggior parte dei precedenti, salì immediatamente alla prima posizione della lista delle vendite dei migliori best seller, stilata dal prestigioso New York Times, .

## Trama
Le vicende narrate in questo libro si dividono in due trame principali, più alcune sotto-trame riguardanti altri personaggi.

### Rand al'Thor
La trama riguardante il Drago Rinato inizia con il suo trasferimento nell'Arad Doman, per cercare di ristabilirvi l'ordine, dopo che quel paese è diventato preda del caos e della guerra civile, diffusi da Graendal. Egli si propone inoltre di ottenere la pace, o perlomeno una tregua, anche con i Seanchan (e proprio il porre fine ai disordini domanesi viene offerto ai Seanchan come ulteriore prova di buona fede). Per ottenere questi risultati Rand fa affluire in Arad Doman diversi clan Aiel, più numerose truppe saldeane al comando di Lord Davram Bashere, che iniziano ad imporre la pace con la forza e a cercare i membri del Consiglio dei Mercanti, l'élite dominante domanese, che risulta fuggita o scomparsa; inoltre Rand fa arrivare vari soldati Cairhienesi, al comando di Lord Dobraine, il quale occupa la capitale Bandar Eban, nella quale sono confluiti migliaia di profughi disperati. Personalmente Rand si incontra con il grande capitano Ituralde e lo convince ad abbandonare la sua disperata lotta contro i Seanchan ed anzi, di mettersi al suo servizio, lungo il confine della Macchia.
Inizialmente il Drago prende residenza in una tenuta di campagna, dove viene portata prigioniera Semirhage, catturata nel precedente libro. La Reietta viene interrogata con insistenza dalle Aes Sedai al seguito del Drago, ma vanamente e nonostante Cadsuane riesca alla fine a trovare un modo per spezzarne la volontà. Infatti poco dopo Semirhage viene liberata in segreto da Shaidar Haran e le viene data una Fascia di dominazione, per catturare Rand. La Reietta, con l'aiuto di Elza (dell'Ajah Nera), riesce dapprima nel suo intento. Ma in quel momento disperato, quando viene torturato e costretto ad assassinare l'amata Min, Rand tocca uno dei punti più bassi del suo abisso interiore ed attraverso il suo strano contatto con Moridin, accede al Vero Potere, l'essenza di Shai'tan; grazie a questo si libera e distrugge chi lo tormenta, perdendo però nel frattempo un'altra porzione della sua umanità. Infatti, dopo questo episodio, Rand diventa ancor più cupo, duro e privo di emozioni, spesso circondato da una preoccupante aura oscura; inoltre egli proibisce a Cadsuane di farsi vedere di nuovo da lui (pena la morte), perché secondo lui ha mancato nel custodire adeguatamente la Fascia di Dominazione.
Trasferitosi quindi nella capitale domanese, il Drago si incontra con i suoi alleati e con i pochi dignitari rimasti nella città per valutare la situazione. Bandar Eban è ormai preda della fame, della disperazione e della miseria, ma i tentativi del Drago di porvi rimedio o di trovare Graendal, l'autrice di tutto, sono infruttuosi e frustranti. L'unico successo l'ottiene Nynaeve, che indagando per proprio conto, contribuisce a scoprire il nascondiglio della Reietta a Natrin's Barrow, ma al prezzo di un'ulteriore discesa del Drago nella disperazione e nella spietatezza. Nel frattempo, dopo vari abboccamenti, Rand ottiene di incontrarsi a Falme con Tuon, la quale è pronta ad ereditare l'impero Seanchan. I due però non raggiungono alcun accordo, il che porta entrambi a prendere decisioni molto gravi.
Tornato in città con questo pessimo risultato, Rand decide di colpire con il Fuoco Malefico ed in modo spietato l'intera residenza di Graendal, a Natrin's Barrow, con tutte le sue centinaia di abitanti innocenti. Min e Nynaeve restano profondamente turbate da questo suo comportamento, perciò decidono di appoggiare Cadsuane e i suoi piani per cercare di farlo rinsavire. Intanto il Drago, sempre più incupito, assiste quasi impotente al decadimento della città, nonostante egli vi abbia fatto trasportare ingenti viveri dal Popolo del Mare. Ma Rand sembra inconsapevole che l'oscuramento del suo animo da ta'veren, ha un diretto riflesso sul mondo che lo circonda, accentuando tutti gli effetti negativi del tocco del Tenebroso. Ormai completamente frustrato, Rand decide quindi di abbandonare l'Arad Doman a se stesso e ritorna Tear, per preparare la Battaglia Finale.
Da Tear si reca brevemente nei pressi delle Colline di Kintara per incontrare i sovrani delle Marche di Confine, ma quando scopre che lo vogliono ricevere dietro la protezione del Guardiano di Far Madding si infuria e solo Nynaeve evita che capiti il peggio. Tornato nella Pietra di Tear, viene raggiunto da suo padre, Tam al'Thor, fatto arrivare fin lì da Cadsuane in gran segreto. Quando però Rand scopre i maneggi dell'Aes Sedai, cade preda di una crisi, arrivando quasi ad uccidere suo padre. Fugge perciò ad Ebou Dar con l'intento di distruggere i Seanchan con il Choedan Kal. Ma di fronte alla sollecitudine della popolazione innocente, cade preda di un'ulteriore crisi e scappa sulla cima di Montedrago.
Lassù, in preda alla paranoia, domandandosi il senso della sua vita e della sua lotta, che si ripete continuamente ad ogni giro della Ruota, arriva quasi sul punto di distruggere il Mondo e quindi rompere la Ruota. Fortunatamente però rinsavisce in tempo per riuscire a capire che ogni volta che si rinasce, si ha la possibilità di rimediare a ciò che la volta precedente si è sbagliato. Rand inoltre accetta per sempre in sé stesso, la personalità di Lews Therin Telamon, che fino a quel momento aveva rifiutato. Sopra di lui si aprono finalmente quelle fittissime nubi che avevano imperversato ovunque, durante tutto il romanzo; si forma quindi un'apertura perfettamente circolare sopra di lui ed il sole bagna con la sua luce dorata la montagna leggendaria, ridando speranza a tutti quelli che osservano il fenomeno.

### Egwene al'Vere
La seconda trama principale di questo libro riguarda Egwene, che continua a seminare con successo i suoi dubbi tra la sorelle rimaste nella Torre Bianca, fedeli ad Elaida. Perciò, durante il suo primo incontro con la tirannica Amyrlin, Egwene decide di rimanere in silenzio, perché un suo confronto diretto con la donna la porterebbe al confinamento e quindi le toglierebbe quella libertà di manovra che le permette di girare nella Torre a compiere la sua opera. Inoltre, pur continuando a subire le pesanti punizioni di Silviana, la Maestra delle Novizie, alla fine Egwene comprende totalmente l'etica del dolore Aiel e la maniera per accettarlo: il dolore fisico non è nulla, rispetto a quello interiore che prova nel vedere la Torre ridotta in queste condizioni, perciò il male fisico provato può essere accettato se è il prezzo da pagare per guarire le Aes Sedai dalla divisione. Il suo comportamento ammirevole inoltre le fa guadagnare il rispetto della stessa Silviana. In questo periodo Egwene si guadagna l'aiuto di Meidani ed infine il rispetto di Ferane e Suana sedai (rispettivamente i capi dell'Ajah Bianca e Gialla) ed inoltre quello delle Adunanti cacciatrici dell'Ajah Nera.
Egwene viene chiamata a servire nel corso di una cena in cui sono presenti Elaida ed alcune Adunanti. Elaida si comporta in maniera riprovevole con loro e perciò Egwene non riesce più a trattenersi e ridicolizza totalmente la donna. Di conseguenza Elaida, proprio di fronte alle Adunanti, fustiga severamente la giovane donna con il Potere (un atto totalmente illegale) e quindi la confina in una cella, accusandola di essere un Amico delle Tenebre. L'inconsistenza delle accuse ed il trattamento inflitto ad Egwene, provocano la reazione di Silviana, che prende le difese della giovane donna di fronte all'intero Consiglio; Elaida di conseguenza rimuove e fa imprigionare anche Silviana, nominando Katerine come nuova Maestra delle Novizie. Tutto questo alla fine provoca una spaccatura all'interno della stessa Ajah Rossa (tra coloro che sostengono Elaida e quelle che sostengono Silviana) ed induce inoltre le Adunanti ad intervenire: fanno liberare Egwene ed impongono ad Elaida una punizione trimestrale.
Lo stesso giorno in cui viene liberata, Egwene riceve nella sua stanzetta da novizia, l'inaspettata visita di Verin Sedai che le spiega di appartenere all'Ajah Nera, ma che in realtà in cuor suo è sempre rimasta affiliata alla Luce. Per aggirare i suoi giuramenti al Tenebroso, Verin beve un veleno a lenta azione e nell'ultima ora di vita, rivela ad Egwene tutti i segreti che ha raccolto sull'Ajah Nera negli ultimi settanta anni, compreso un elenco quasi completo di tutti i suoi membri. Quella notte stessa la Torre Bianca viene attaccata dai Seanchan, un evento che Egwene aveva predetto nei suoi sogni, ma non era stata creduta. Mentre la Torre precipita nel panico e nel caos totale, sotto i colpi del raid nemico, Egwene prende l'iniziativa, si lega in circolo ad un gruppo di Novizie ed insegna ad altre a fare altrettanto, quindi Viaggia nella stanza degli angreal per armarsi.
Con in mano il potentissimo sa'angreal di Vora, Egwene respinge quasi da sola l'attacco Seanchan, causando agli assalitori moltissime perdite (non riesce però ad impedire la cattura di 25 sorelle, tra cui la stessa Elaida). Al termine della lotta però, Egwene cade a terra svenuta, completamente stremata per lo sforzo; perciò non riesce ad opporsi a Gawyn Trakand, Siuan Sanche e Gareth Bryne, che venuti a soccorrerla, la riportano nel campo delle ribelli. La mattina seguente, infuriata con Siuan e Gawyn perché l'hanno portata via dalla Torre nel momento del suo maggiore successo e perché hanno disobbedito ai suoi ordini di non venire a liberarla, Egwene procede dunque a colpire l'Ajah Nera tra le ribelli: con uno stratagemma smaschera Sheriam davanti al Consiglio e quindi ordina una procedura con la Verga dei Giuramenti per catturare le sorelle nere (più di cinquanta vengono prese e giustiziate).
Egwene quindi si vede costretta ad ordinare l'assalto del suo esercito a Tar Valon, per approfittare del momento di debolezza e disordine in cui versa la Torre Bianca dopo il raid dei Seanchan. Fortunatamente però i Capi delle Ajah (ad esclusione del capo dell'Ajah Rossa), di fronte a tutti i disastri a cui hanno portato Elaida e i loro inutili maneggi, si accordano per far eleggere Egwene e le inviano una delegazione di Adunanti. Egwene accetta e dunque viene rieletta Amyrlin Seat anche dal Consiglio riunito dentro la Torre. Dopo una severa reprimenda alle undici Adunanti presenti, che non hanno impedito ad Elaida di compiere i suoi disastri (e che l'hanno eletta escludendo l'Ajah Azzurra), Egwene fa chiamare Silviana, che era ancora rinchiusa in cella e la nomina sua nuova Custode degli Annali, perché è forse stata una delle poche sorelle dentro alla Torre ad aver compiuto fino in fondo il suo dovere e l'unica ad essersi opposta apertamente alla tirannia di Elaida (inoltre, essendo una Rossa, Silviana potrà aiutare Egwene a riconciliarsi con questa Ajah, che finora le era stata avversa). Quindi dopo aver riaccolto a Tar Valon le ribelli, Egwene incita tutte le sorelle a ricostruire la Torre Bianca, per affrontare unite l'imminente Ultima Battaglia.

### Altre trame
Matrim Cauthon e Perrin Aybara, gli altri due protagonisti della saga, hanno poco rilievo nella trama di questo libro.
Il primo prosegue il suo viaggio verso Caemlyn con tutto il suo numeroso seguito; perciò mentre attraversa il Murandy, rimanere coinvolto in una Bolla di Male nel villaggio di Hinderstap. Quindi incontra Verin che lo fa viaggiare fino alla sua meta in cambio di una promessa vincolante.
Perrin dopo la Battaglia di Malden raccoglie le sue truppe e i numerosissimi prigionieri che lui ha liberato dagli Shaido e comincia a marciare verso nord-est. Nel frattempo sua moglie Faile elimina per sempre la minaccia costituita dal profeta Masema e segretamente compie una cerimonia funebre per commemorare quelli che l'hanno aiutata durante la cattività.
Elayne Trakand, un'altra delle protagoniste della saga, in questo libro non ha alcun capitolo a lei dedicato.

## Edizioni in italiano
- Robert Jordan, Brandon Sanderson, 12: Presagi di tempesta: romanzo; traduzione dall'inglese di Gabriele Giorgi; prefazione di Brandon Sanderson, Roma: Fanucci, 2011